# Tondo (carattere)

I tipi di carattere creati da Conrad Sweynheym e Arnold Pannartz a Subiaco (1465-1467).

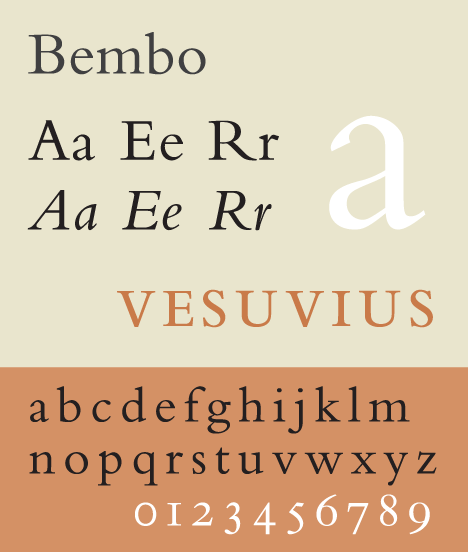
Il carattere tondo Bembo, una rivisitazione del 1928 di Stanley Morison basata sui modelli creati nel 1495 da Francesco Griffo.

Il tondo (definito anche come scrittura rotonda) è il tipo di carattere in cui l'asse di ogni lettera è perpendicolare alla linea di base.

Il tondo può essere di tre gradi: maiuscolo, maiuscoletto e minuscolo. In francese è chiamato romain, in inglese Roman mentre in tedesco è reso col termine aufrecht ("diritto").

## Storia
Fu elaborato in Italia tra il 1465 e il 1467 da Conrad Sweynheym e Arnold Pannartz, i due monaci che introdussero la stampa a caratteri mobili nella penisola. Qui, dove non venivano usati i caratteri gotici, furono creati dei caratteri ispirati alla scrittura manoscritta umanistica. Dapprima fu adottato come modello la scrittura romana copiata da Alcuino (1465) con caratteri maiuscoli; nel 1467 i due tipografi introdussero anche il minuscolo, prendendo a modello il carattere umanistico utilizzato dagli amanuensi loro contemporanei. Il primo libro stampato con questo stile furono le Epistole di Cicerone (Roma, 1467). A Venezia Giovanni da Spira lo perfezionò (1469). Nicolas Jenson, sempre nella città lagunare, diede la sistemazione definitiva del tondo.
Tra i caratteri che riprendono lo stile tondo attualmente diffusi sono inclusi: Bembo, Baskerville, Caslon, Bodoni, Times New Roman e Garamond. Negli altri paesi europei il carattere tondo è chiamato "romano" (ad esempio, romain in Francia, roman in Gran Bretagna).